# NASA Deep Space Network

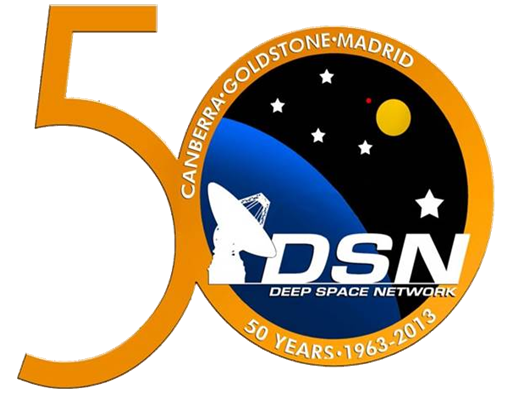
Insegna per le celebrazioni del 50º anniversario della Deep Space Network (1963–2013)

La NASA Deep Space Network (DSN) è una rete mondiale di strutture per il segmento terrestre di comunicazione di veicoli spaziali, situate negli Stati Uniti (California), Spagna (Madrid) e Australia (Canberra), che supporta le missioni interplanetarie con veicoli spaziali della NASA. Esegue inoltre osservazioni radio e radar astronomiche per l'esplorazione del sistema solare e dell'universo e supporta missioni selezionate in orbita attorno alla Terra. DSN fa parte del Jet Propulsion Laboratory (JPL) della NASA.

## Storia
Il precursore del DSN fu istituito nel gennaio del 1958 come applicazione militare. Radio-stazioni mobili furono disposte in Nigeria, Singapore e California per ricevere la telemetria e seguire l'orbita del primo satellite lanciato dagli Stati Uniti, l'Explorer 1. La NASA fu ufficialmente costituita il 1º ottobre del 1958, nell'intenzione di unificare sotto un'unica gestione civile i programmi di esplorazione spaziale allora condotti separatamente dall'Esercito, dalla Marina e dall'Aeronautica degli Stati Uniti.
Il 3 dicembre 1958, il JPL fu trasferito dall'Aeronautica alla NASA, col compito di progettare ed eseguire missioni d'esplorazione con sonde spaziali semi-automatiche della Luna e degli altri pianeti del sistema solare. Subito dopo, la NASA sviluppò il concetto del Deep Space Network, un unico sistema d'ascolto indipendente, in grado di gestire le comunicazioni con tutte le future missioni verso lo spazio profondo, evitando che per ogni progetto di volo fosse istituita e posta in operazione una specifica rete di comunicazione.
Al DSN fu affidata la responsabilità del proprio sviluppo e mantenimento in esercizio, oltre alla possibilità di effettuare proprie ricerche. Il DSN oggi è leader nello sviluppo di ricevitori a basso rumore; sistemi di tracciamento, telemetria e comando; elaborazione di segnali digitali e navigazione nello spazio profondo.

## Informazioni generali

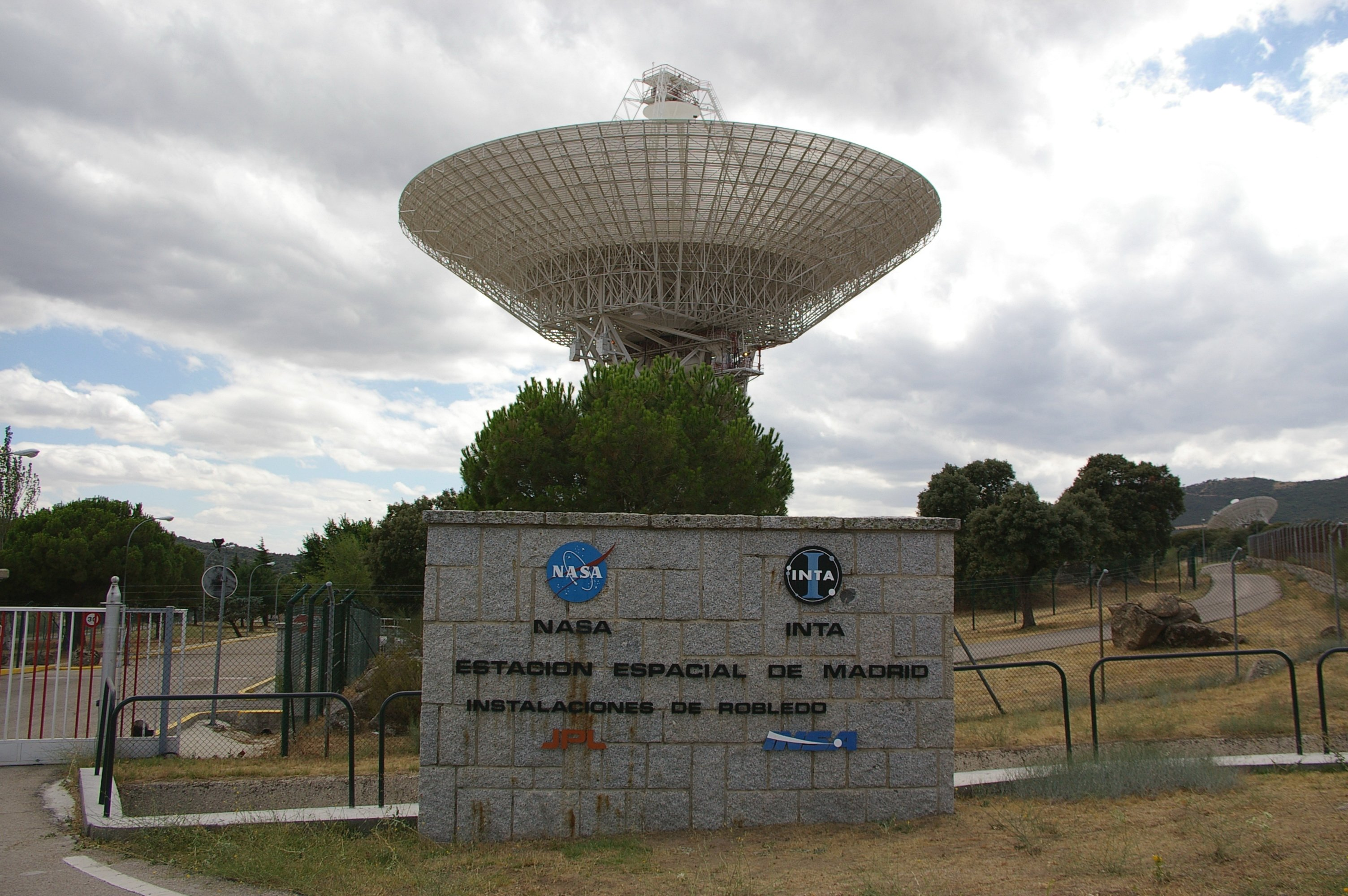
L'antenna di 70 m di diametro a Madrid, Spagna

Il DSN è costituito da tre complessi per le comunicazioni da e verso lo spazio profondo, distanziati approssimativamente 120° l'uno dagli altri:
- il Goldstone Deep Space Communications Complex, nel deserto del Mojave, in California;
- il Madrid Deep Space Communication Complex, 60 km ad ovest di Madrid, Spagna; e
- il Canberra Deep Space Communications Complex, 40 km a sud-ovest di Canberra, Australia.

Ogni complesso è posto in zone semi-montuose, dove il terreno forma una concavità naturale, in modo da ridurre la possibilità di interferenze. La particolare distribuzione geografica permette di seguire costantemente le sonde interplanetarie nonostante la rotazione della Terra e, abbinata alla tecnica interferometrica ed all'elevata sensibilità di ogni dispositivo di ricezione, rende il DSN il più sensibile sistema per le telecomunicazioni scientifiche al mondo.
L'esplorazione del sistema solare è condotta principalmente per mezzo di sonde semi-automatiche. Il DSN è l'elemento chiave nella comunicazione da e verso ogni sonda, permettendo sia la trasmissione degli ordini, sia la ricezione dei dati raccolti. Tutte le antenne che costituiscono il DSN sono riflettori parabolici, manovrabili, ad alto guadagno.
Le antenne e i sistemi di interpretazione dei dati, permettono di:
- acquisire i dati (telemetria), trasmettere comandi e determinare posizione e velocità di una sonda spaziale;
- ottenere dati scientifici. Le antenne, infatti, quando non svolgono la loro attività di collegamento, possono condurre operazioni come potenti radiotelescopi, singolarmente o in gruppo, garantendo, in quest'ultimo caso, una linea di base estremamente estesa per le osservazioni interferometriche;
- monitorare e controllare l'efficienza della rete stessa.

La rete è un centro di ricerca parte del JPL ed è amministrata e gestita dal California Institute of Technology (Caltech) per conto della NASA.
All'interno del JPL la gestione del programma è affidata al Interplanetary Network Directorate (IND).
La rete NSD per monitorare le varie sonde si può appoggiare anche a complessi non di proprietà NASA come per esempio il Sardinia Radio Telescope.

## Limitazioni della rete e sfide future

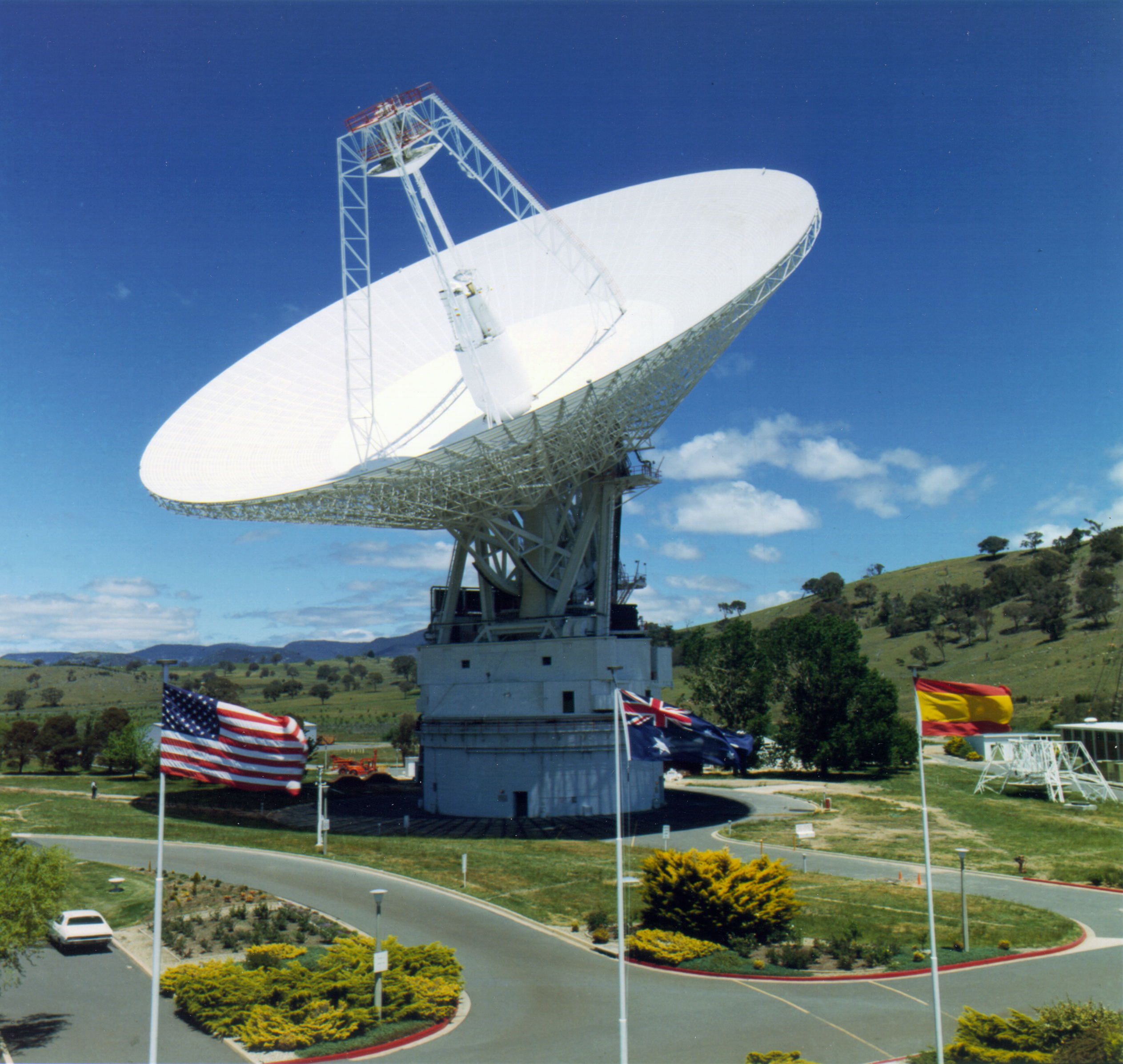
L'antenna di 70 m di diametro a Canberra, Australia

La copertura fornita dal DSN per l'emisfero meridionale è limitata, nonostante il complesso d'ascolto a Canberra. Non essendoci, infatti, postazioni né in America Meridionale, né in Africa, si sono verificati eventi che hanno condotto alla perdita dei dati in ricezione dalle sonde Voyager. Il ripetersi dell'accaduto potrebbe essere evitato predisponendo nell'emisfero australe un equipaggiamento ridondante di quello presente nell'emisfero boreale.
Anche le prevedibili sfide dei prossimi anni richiedono un ampliamento della Rete d'ascolto; infatti è previsto un incremento delle operazioni di supporto, dettato dal maggior numero di missioni operative (sia vecchie missioni, tuttora in corso e che continuano a trasmettere dati a terra, sia missioni che saranno lanciate nei prossimi anni). Inoltre, le antenne più vecchie, in particolare i dischi di 70 m di diametro, stanno raggiungendo il loro limite di progetto e dovranno essere presto sostituite.